# Habitatges al carrer del Remei, 8-10 (Vic)
Els Habitatges al carrer del Remei, 8-10 és una obra barroca de Vic (Osona) inclosa a l'Inventari del Patrimoni Arquitectònic de Catalunya.

## Descripció
Edificis civils. Dues cases de carrer entre mitgeres que consten de planta baixa i dos pisos. A la planta s'hi obren dos grans portals rectangulars amb brancals i les llindes de pedra, una de les quals està esculpida i duu la data de 1788 i a l'altra hi ha una inscripció pintada que diu "Sargento". Entre els dos portals hi ha una portelleta que mena a l'escala i que sembla fruit d'una reforma.
Al primer pis s'hi obren dos balcons amb llosana de pedra i baranes de forja. Al segon pis hi ha un balcó i el seu simètric convertit en finestra.
El voladís és força ampli i és recobert de llosetes i colls de biga. Només sembla habitat un dels pisos. Caldria restaurar-los.

## Història
Edificis, l'origen dels quals podem situar-lo al segle xviii, concretament al 1788 amb possibles petites intervencions posteriors.
L'origen més remot del carrer del Remei el podem trobar al construir-se l'oratori a l'extrem del carrer Sant Pere als segles xiii i xiv. Lloc de culte que va desaparèixer al segle xviii quan es feu el traçat de la carretera de Sentfores. Aleshores el temple es traslladà a l'altre extrem de l'actual carrer del Remei i s'hi establiren els Franciscans fins que el 1936 fou incendiada. El 1958 s'hi bastí l'església actual.
El carrer va patir les conseqüències de l'aiguat de 1863 que va malmetre gran part de les cases del carrer.